# NGC 140

NGC 140

NGC 140 هي مجرة حلزونية تقع في كوكبة المرأة المسلسلة (كوكبة). تم اكتشافها من قبل ترومان هنري سافورد في 23 نوفمبر 1785.

## معلومات تاريخية
في 8 أكتوبر 1966 اكتشف ترومان سافورد NGC 140 ونشر الاكتشاف في ورقة غامضة. بعد ستة عشر عاما في 5 نوفمبر اكتشف إدوارد ستيفان نفس المجرة لكنه لم يكن على علم باكتشاف سافورد في وقت سابق.

## وصلات خارجية
- NGC 140 على موقع ويكي سكاي: DSS2, SDSS, GALEX, IRAS, Hydrogen α, X-Ray, Astrophoto, Sky Map, Articles and images